# Trabajo manual

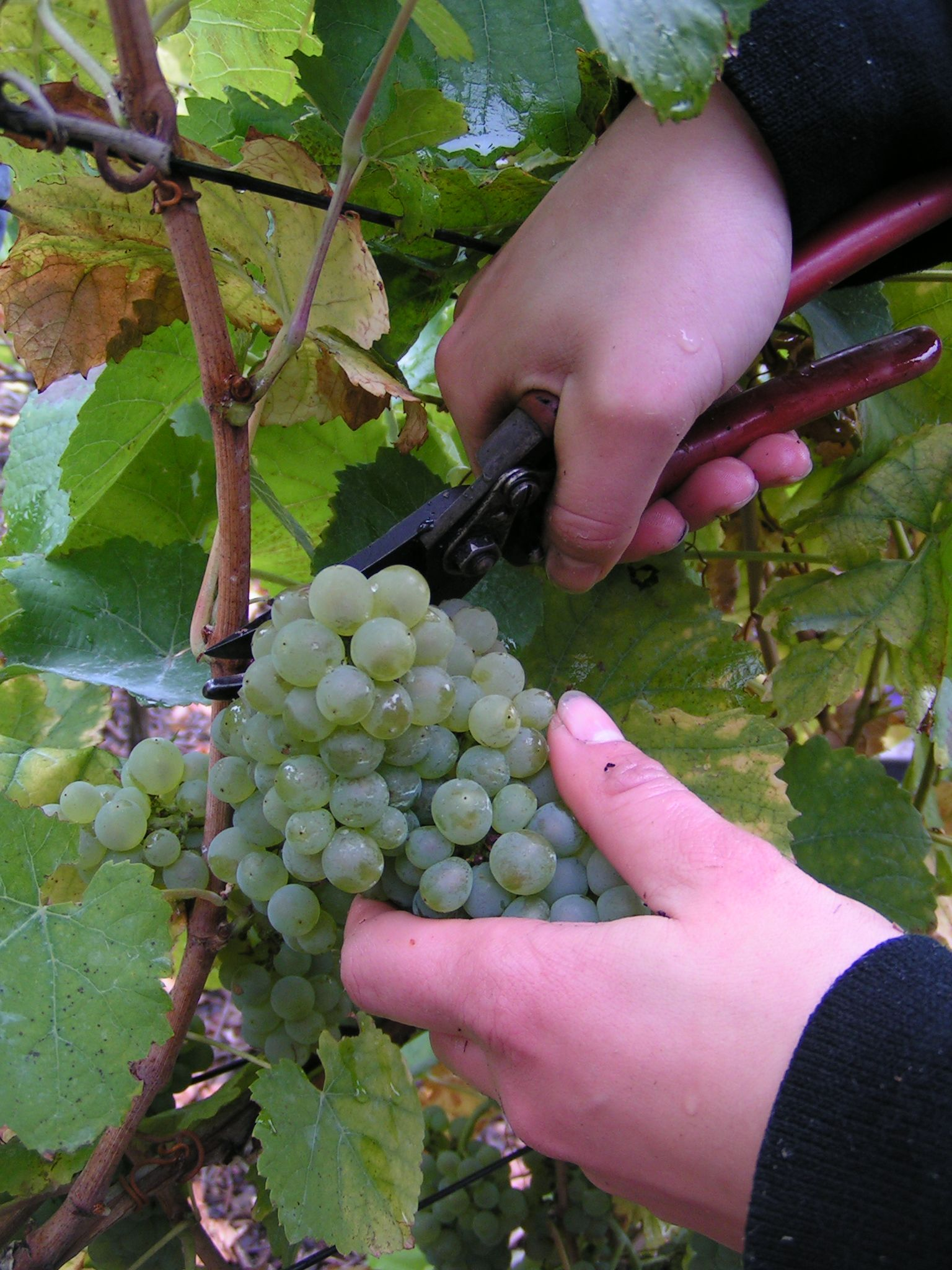
Trabajo manual típico de la vendimia.

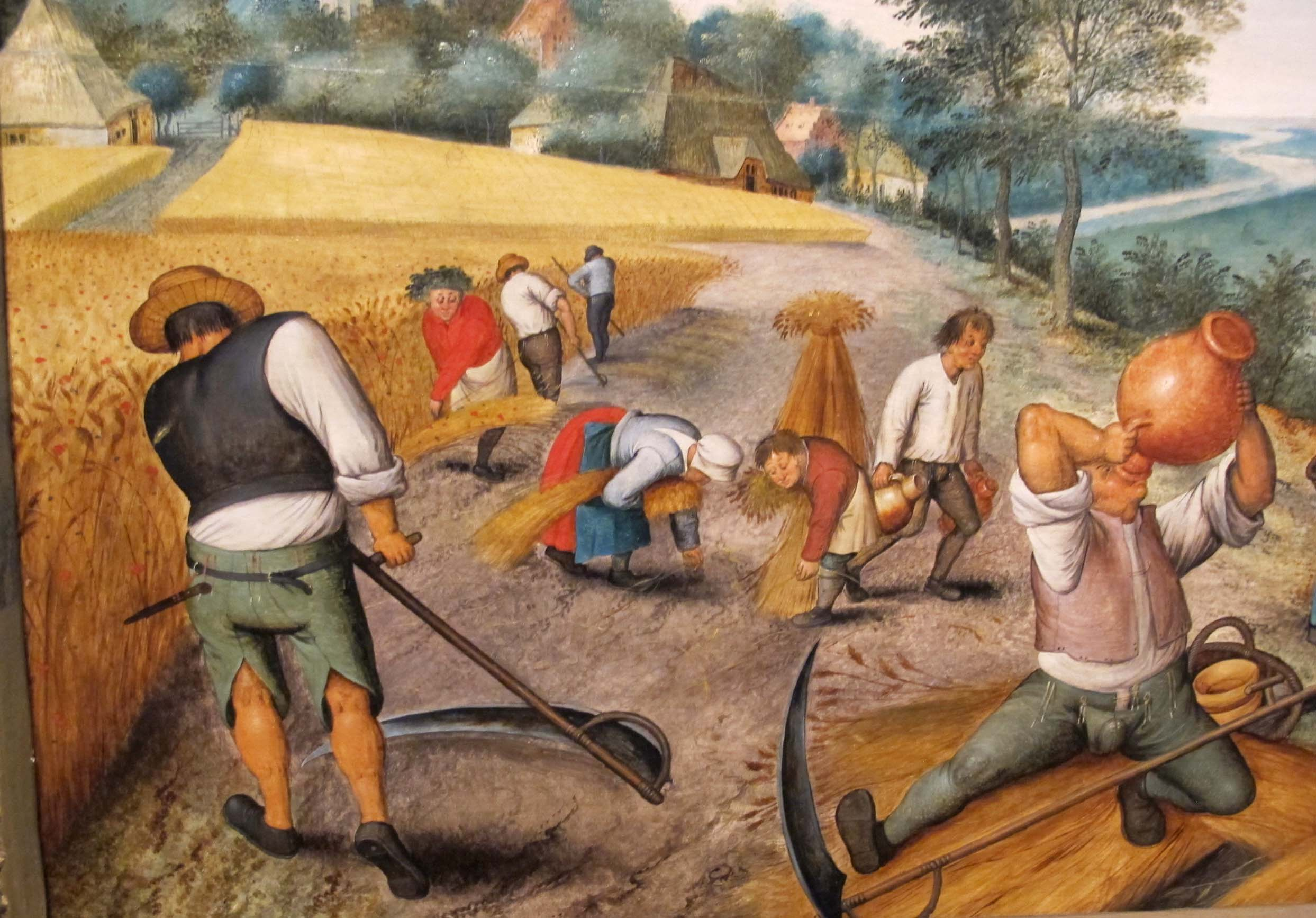
Campesinos cosechando trigo Pieter Brueghel el Joven (1564–1638).

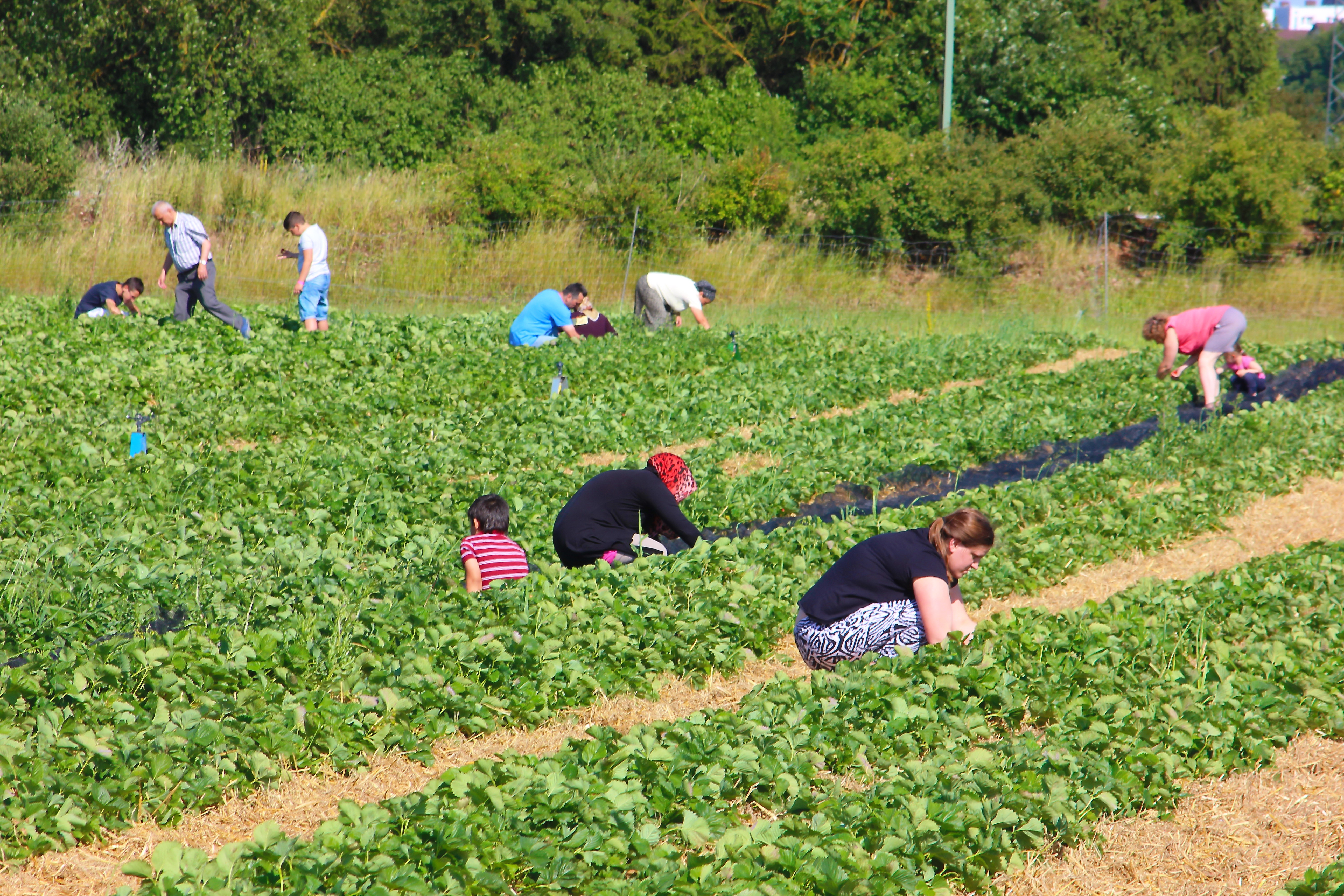
Cosechando en un campo de fresas.

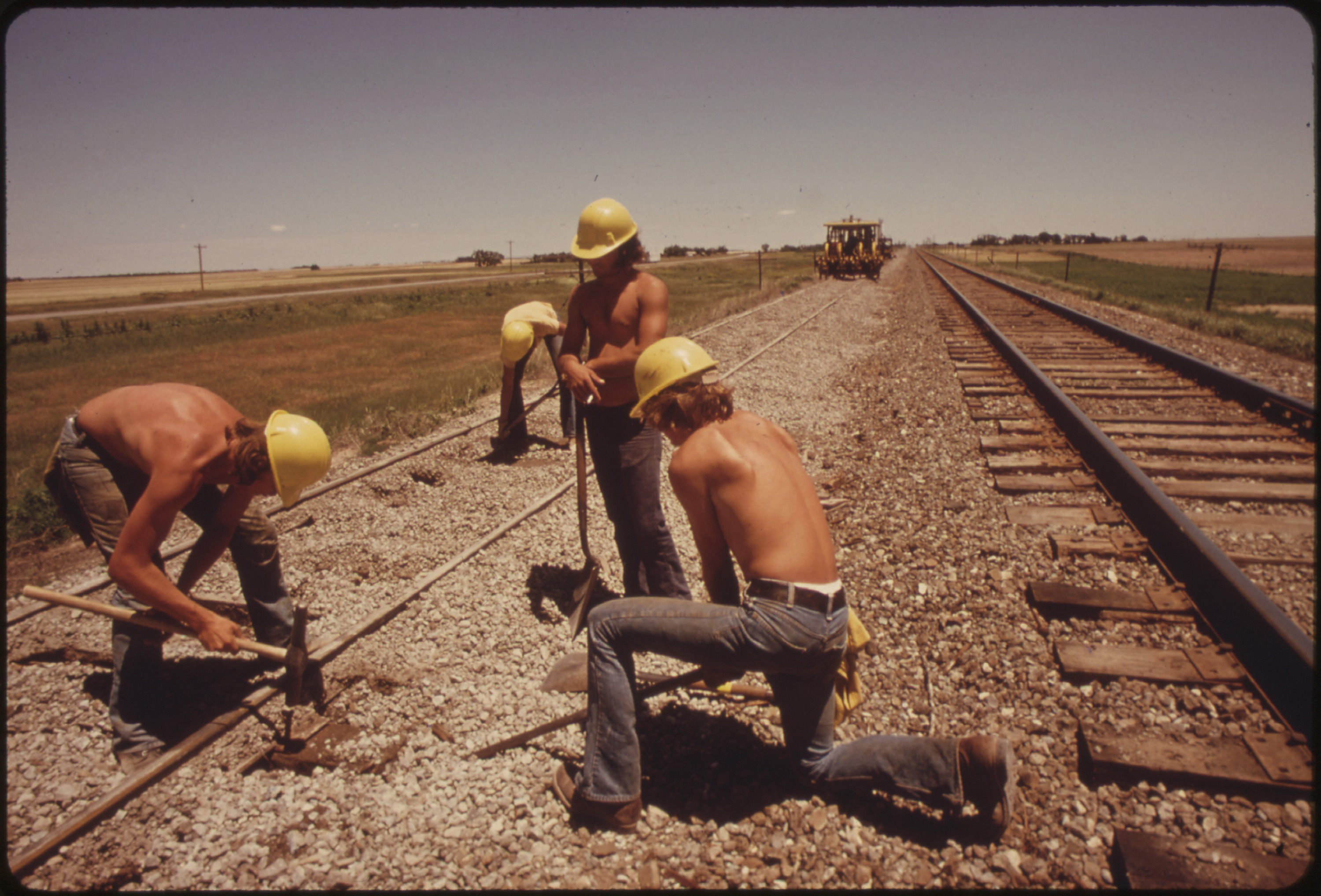
Trabajadores en el ferrocarril de Bellefont/Kansas (1974).

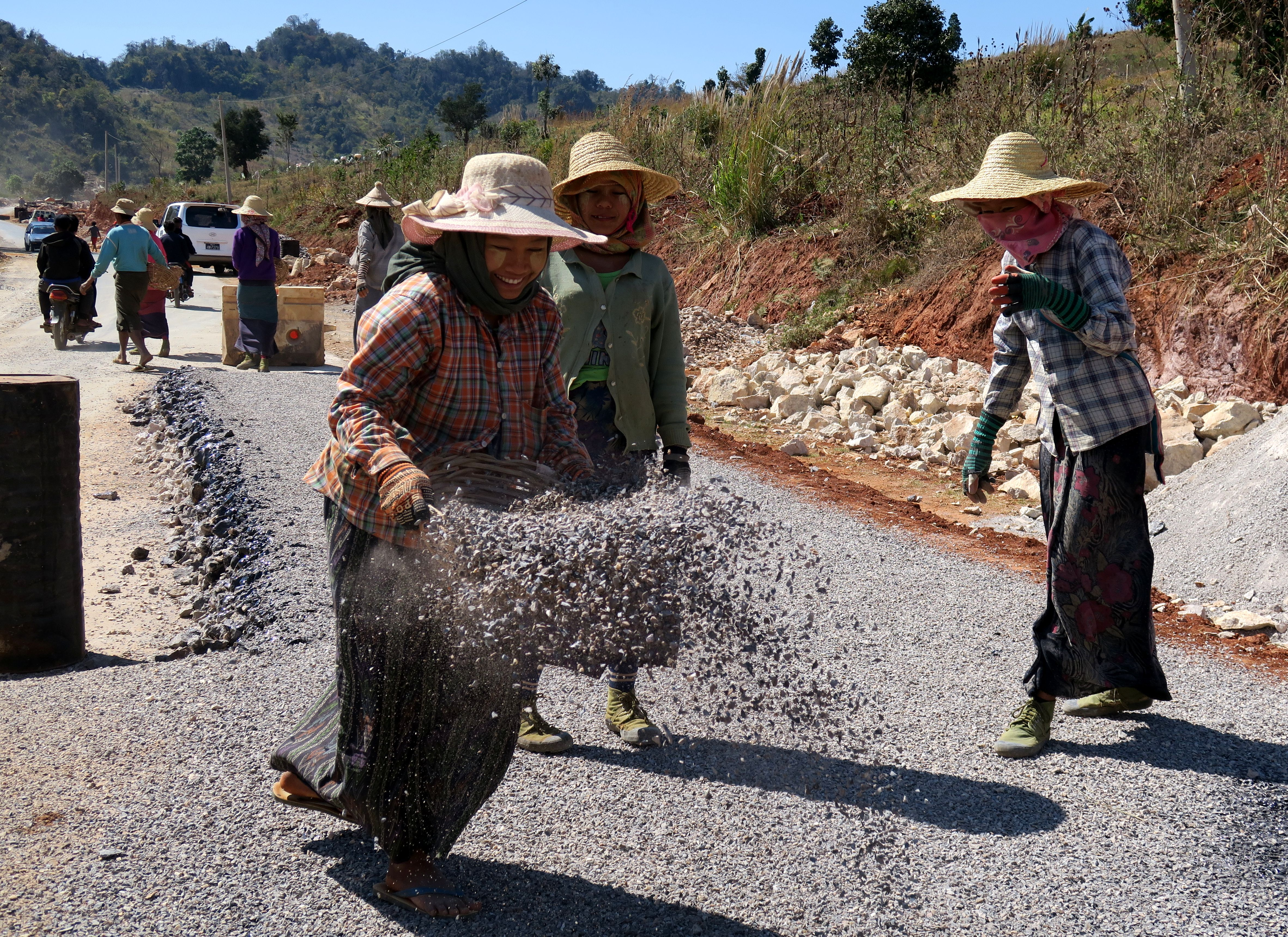
Construcción de carreteras por mujeres en Myanmar, 2019.

El trabajo manual es el trabajo físico realizado por los seres humanos, en contraste con el trabajo de las máquinas y los animales. Literalmente, es el trabajo realizado con las manos (la palabra "manual" viene del latín manus, "mano") y, por extensión, es el trabajo realizado con cualquiera de los músculos y huesos del cuerpo, dependiendo de las partes que deban utilizarse predominante o exclusivamente para la actividad correspondiente. Se trata de una actividad física en contraposición con el trabajo intelectual.
Durante la mayor parte de la prehistoria y la historia de la humanidad, el trabajo manual y el trabajo animal, han sido las principales formas de realizar el trabajo físico. La mecanización y la automatización, que reducen la necesidad del trabajo humano y animal en la producción, existen desde siglos, pero solo a partir del siglo XVIII y siglo XIX han empezado a extenderse de forma significativa y a cambiar la cultura humana. Para implantarse, requieren que exista una tecnología suficiente y que sus costes de capital estén justificados por la cantidad de salarios futuros que no habrá que pagar. La semiautomatización es una alternativa al desplazamiento de mano de obra que combina el trabajo humano, la automatización y la informatización para aprovechar las ventajas tanto del hombre como de la máquina.
Como actividad planificada, el trabajo manual transforma un objeto de trabajo en un resultado del trabajo idealmente especificado y previsto, un producto comercializable. El objeto de trabajo es una combinación de bienes materiales (materias primas, auxiliares y consumibles/explotación) e inmateriales (información, procedimiento operativo, decisiones) que se transforman en un producto comercializable en el marco de un proceso de trabajo. En el proceso de trabajo pueden utilizarse de forma repetitiva factores potenciales que apoyan la realización del trabajo, pero sin entrar por sí mismos en el producto (como ordenadores, herramientas).

## Tipos de trabajos manuales
Aunque casi cualquier trabajo puede potencialmente tener habilidad e inteligencia aplicadas, muchos trabajos que en su mayor parte comprenden labores manuales -como la recolección de frutas y verduras, la manipulación manual de materiales (por ejemplo, el almacenamiento en estanterías), la excavación manual o el ensamblaje manual de piezas- a menudo pueden ser realizados con éxito (si no con maestría) por trabajadores no cualificados o semicualificados. Por estas razones, existe una correlación parcial pero significativa entre el trabajo manual y los trabajadores no cualificados o semicualificados. Basándose en conflictos de intereses económicos y sociales, se puede llegar a distorsionar esa correlación parcial en una exageración que equipara el trabajo manual con la falta de habilidad, con la falta de cualquier potencial para aplicar la habilidad (a una tarea) o para desarrollar la habilidad (en un trabajador) o con la clase social baja. A lo largo de la existencia humana, esto último ha implicado un espectro de variantes, desde la esclavitud (con la estigmatización de los esclavos como "infrahumanos"), pasando por los sistemas de castas o similares, hasta formas más sutiles de desigualdad.

### Carga de trabajo
En cuanto al grado de carga de trabajo fisiológico en función de los grupos musculares utilizados, el fisiólogo alemán Gunther Lehmann distinguió en 1983 entre:
- Trabajos manuales ligeros:[4]
  - Sentado: por ejemplo, coser, tallar, escribir, tejer, manejar un teclado o un ratón.
  - De pie: por ejemplo, cirugía, peluquería, anudado, vendimia, clasificación/ordenación.
- Trabajos manuales medios: entre otros, uso de armas cortas, drenaje linfático, masajes.
- Trabajos manuales pesados: por ejemplo, trabajar con taladradoras, barrenos, transportar o levantar cargas de hasta 40 kilos en plano o manipular piezas de trabajo o herramientas de más de 3 kilos.[5]

Todos los tipos deben tener en cuenta la lateralidad (diestros, zurdos). Una gran parte de las herramientas se crean para el trabajo manual. Requiere más o menos destreza, uso de la fuerza y habilidades motrices. El trabajo a destajo, el trabajo a domicilio, el trabajo a domicilio y el teletrabajo también se realizan predominantemente a mano.

### Procesos de fabricación
En 1963, el economista y profesor universitario alemán Paul Riebel distinguió los siguientes procesos de fabricación, con algunos ejemplos, que requieren más o menos trabajo manual:
- Trabajo manual puro (como los recolectores)
- Trabajo manual asistido por herramientas ("trabajo con herramientas"; fontaneros)
- Máquinas de control manual accionadas por fuerza muscular (forjadores de metales)
- Máquinas o herramientas motorizadas de control manual (fresadores, torneros)
- Máquinas motorizadas con control automático de funciones individuales (semiautomáticas)
- Máquinas motorizadas con control automático de todas las funciones (totalmente automáticas)
- Sistemas mecánicos integrados con control independiente (por ejemplo, cadena de montaje, línea de transferencia)

El trabajo manual en la automatización total se limita a la tecnología de control.